# Reparativna terapija
Reparativna terapija ili konverzijska terapija je naziv za skup pseudoznanstvenih metoda kojima dio psihološke i psihijatrijske struke pristupa fenomenu homoseksualnosti. 
Najnoviji uvidi u dinamiku seksualnih sklonosti doista govore o seksualnoj fluidnosti kao pojavnosti kod određenog broja osoba koje tijekom života promijene seksualnu orijentaciju, pri čemu je mogućnost promjene seksualne orijentacije veća kod osoba koje se trenutačno izražavaju homoseksualnu orijentaciju; međutim većina autora smatra kako nema dokaza da bi se seksualna orijentacija mogla mijenjati psihoterapijom. Mnoge stručne asocijacije u zdravstvu upozoravaju da je reparativna terapija neučinkovita i potencijalno opasna. Američka psihijatrijska asocijacija je 2000. godina osudila takve metode, koje su zasnovane na presumpciji da homoseksualnost predstavlja mentalnu bolest. Zagovornici konverzijske terapije tvrde da se njome može pomoći osobama s istospolnim sklonostima koje nastoje umanjiti svoje homoseksualne želje i po mogućnosti ih zamijeniti heteroseksualnima, no za takve tvrdnje ne postoje znanstveni zaključci te je opći znanstveni konsenzus da je takav oblik terapije ne samo neučinkovit, već i duboko traumatičan i opasan.

## Razvoj psihoterapeutske metode
Reparativna terapija polazi od djela začetnika psihoterapije Sigmunda Freuda, Carla Junga i Alfreda Adlera, koji su se u svojim djelima bavili homoseksualnošću sagledavajući je kao mentalni poremećaj. Reparativna terapija odbacuje osobito agresivne metode poput averzijske terapije.
Pravim začetnikom današnje konverzijske terapije smatra se Elizabeth Moberly, koja je njene osnove iznijela u svojem radu Homoseksualnost: nova kršćanska etika iz 1983. godine.
Glavni promicatelj reparativne terapije je "Savez za terepeutski izvor i znanstveni integritet" (eng. Alliance for Therapeutic Choice and Scientific Integrity - ATCSI); koji je dugo djelovao pod imenom "Nacionalno udruženje za istraživanje i terapiju homoseksualnosti" (National Association for Research and Therapy of Homosexuality - NARTH): riječ je o udruženju čije vodstvo čine medicinski profesionalci, ali koje održava veze s nizom vjerskih zajednica koje žele svojim pripadnicima omogućiti liječenje homoseksualnosti. Staro ime koristi se kod NARTH Institute, koji je vezan uz ATCSI i bavi se isključivo stručnim aspektima reparativne terapije.
Jedan od osnivača te asocijacije dr. Joseph Nicolosi u svojem djelu Reparativna terapija muške homoseksualnosti: Novi klinički pristup iz 1991. godine iznosi mišljenje da je homoseksualnost često posljedica stanja koje on opisuje kao "deficit rodnog identiteta" ("gender-identity deficit"), koji uzrokuje otuđenost od osoba istog spola i osjećaj odbačenosti od roditelja istog spola i vršnjaka istog spola. Kao rješenje, on predlaže terapiju usmjerenu na jačanje i produbljivanje prijateljskih i drugih ne-seksualnih odnosa s osobama istog spola.
Kenneth Zucker, dugogodišnji (od 2001. godine) glavni urednik "Archives of Sexual Behavior", vodećeg znanstvenog časopisa za istraživanje spolnosti, te vodeći stručnjak za poremećaj spolnog identiteta u djetinjstvu, u terapiji s takvom djecom koristi reparativne metode koje aktivisti iz reda LGBT zajednice (uključujući i znanstvenike koji su LGBT aktivisti) osuđuju jer bilo kakvu reparativnu terapiju smatraju moralno neprihvatljivom K. Zucker provodi terapiju isključivo kod djece s dijagnosticiranim poremećajem spolnog identiteta, no transrodnost u odrasloj dobi, kao ni homoseksualnost ne liječi ovakvim pristupom te smatra da ih se uopće ne treba liječiti.
Novo svjetlo na mogućnosti promjene seksualne orijantacije baca studija Stevena E. Mocka i Richarda P. Eibacha iz 2011. godine provedena na 2.560 odraslih ispitanika iz svih dijelova SAD-a. Nakon proteka 10 godina drugačiju seksualnu orijentaciju je prijavilo oko 2% tih ispitanika. Pri tome se heteroseksualna orijentacija pokazuje najstabilnijom - promijenilo ju je 0,78% muškaraca i 1,36% žena. Kod žena su lezbijska i biseksualna orijentacija jednako nestabilne - 63,6% lezbijki i 64,7% biseksualki se drugačije izjasnilo nakon 10 godina. Muški homoseksualci su, prema ovoj studiji, ostali stabilniji u svojoj orijentaciji - promjena seksualne orijentacije je evidentirana kod 9,52% osoba koje su na početku desetogodišnjeg razdoblja iskazale homoseksualnu orijentaciju. Kod muških biseksualaca zabilježena je promjena seksualne orijentacije u 47% slučajeva. U pravilu se ove promjene seksualne orijentacije događaju bez pribjegavanja reparativnoj terapiji. Takvo istraživanje ide u prilog novim teorijama fluidnosti seksualnosti, a može se objasniti i činjenicom da su LGBT ljudi obično otvoreniji prihvaćanju svoje seksualnosti.

## Kontroverze
Znatan dio pacijenata napusti reparativnu terapiju jer je smatraju beskorisno i traumatičnom. Mnogi obivši polaznici ovog oblike terapije, ali i mnogi stručnjaci, skloni su gledati na vrijeme provedeno u konverzijskim terapijama kao na gubljenje vremena, zlostavljanje i dodatno traumatiziranje ionako ranjive skupine ljudi. Stoga se konverzijsku terapiju smatra kontroverznom. Dapače, LGBT aktivisti - što uključuje i one koji su članovi psiholoških i psihijatrijskih udruženja - reparativnu terapiju opisuju kao pseudoznanost i šarlatanstvo. Engleski psihoterapeut i seksualni terapeut Dominic Davies, na temelju iskustva iz 30 godina stručnog rada s homoseksualcima govori 2012. godine: "Pristajući na rad s klijentom/icom u smanjivanju njegovih/njenih homoseksualnih osjećaja podržavate klijentovo mišljenje da je homoseksualnost pogrešna, da gej osobe ne mogu biti sretne i zdrave. Kada u takvom radu ne uspijete dobiti željeni rezultat, a to je smanjene homoseksualnih osjećaja kod klijenta/ice, to će vjerojatno rezultirati pojavom depresije, osjećaja bespomoćnosti, niskog samopoštovanja kod klijenta/ice.  ... LGB osobe predstavljaju 'unosne krave muzare' za mnoge terapeute, zbog visoke stope psiholoških problema u odnosu na opću populaciju (King et al, 2003), te im stoga treba češća psihoterapija i puno više podrške." Davies, koji prakticira tzv. gej afirmativnu terapiju, smatra da osobe koje osjećaju homoseksualne porive treba ohrabrivati da slobodno prakticiraju homoseksualne odnose, te ih uvjerava da je grižnja savjesti koju osjećaju bezrazložna.
Pobornici reparativne terapije drže da se uvođenjem zakona o zabrani reparativne i konverzijske terapije ukida pravo izbora za punoljetne pacijente. Također, tvrde da bi djeca koja su žrtve spolnog zlostavljanja – u Hrvatskoj, slično podacima za druge industrijaliziranim zemljama oko 25% ženske djece i oko 11% muške djece doživi neki oblik seksualnog zlostavljanja do svoje 14. godine, u oba slučaja najčešće od zlostavljača koji su muškarci - imala na rasplaganju samo gej afirmativnu terapiju, a zanstvena istraživanja ukazuju da su djeca koje su doživjela seksualno zlostavljanje često zbunjena u pitanju seksualne orijentacije, te si postavljaju pitanje jesu li možda ona homoseksualci ili lezbijke.  Valja napomenuti da gej afirmativna terapija ne znači "prisiljavanje" na homoseksualnost, već samo pružanje podrške potencijalno homoseksualnim, homoseksualnim ili biseksualnim osobama, te nije nužno povezana s terapijom koja se bavi traumom zbog seksualnog zlostavljanja. 
Nakon što je u Kaliforniji je 2012. godine bio donijet zakon "SB No. 1172", kojim se zabranjuje reparativna terapija za malodobnike, u Sjedinjenim Američkim Državama, grupe koje promoviraju prava LGBT osoba nastavljaju poduzimati aktivnosti radi zabrane reparativne terapije, te je do 2020. godine 20 od 50 američkih saveznih država donijelo propise kojima se zabranjuje reparativna terapija za maloljetne pacijente. Pitanje izaziva znatne političke i pravne rasprave i sporove, u toj zemlji.
Jedna od prvih udruga koja je provodila ovakav oblik terapije, Restoration Path (eng. Put obnove) ili ranije Love in action (eng. Ljubav na djelu) djelovala je od 1973. do 2012, a osnovali su je Frank Worthen, John Evans i Kent Philpott. Nakon što je Jack McIntyre, prijatelj suosnivača Johna Evansa, počinio samoubojstvo zbog nemogućnosti da promijeni svoju homoseksualnosti, Evans je napustio Ljubav na djelu i nazvao je je opasnom. Street Journal (21. travnja 1993.) prenio je njegov citat: "Oni uništavaju ljudske živote. Ako ne činite stvari po njihovom, niste od Boga i završit ćete u paklu. Oni žive u svijetu mašte."
John Smid je postao kršćanin 1982. Zaključio je da su njegova vjerska uvjerenja nespojiva s njegovom homoseksualnošću. Ušao je u vezu sa ženom i oženio se. Godine 1986. pridružio se vodstvu Ljubavi na djelu te je kasnije postao izvršni direktor. Smid je udrugu napustio 2008. godine te je objavio pismo isprike. Godine 2011. na svojoj web stranici izjavio je da je homoseksualnost intrinzični dio nečijeg bića, te da se ne može dogoditi "promjena, pokajanje, preorijentacija i slično", te napomenuo da "nikada nije sreo čovjeka koji je doživio promjenu iz homoseksualca u heteroseksualca".[6] 16. studenog 2014. John Smid se oženio svojim partnerom, Larryjem McQueenom.

## Vanjske poveznice
- "ZABLUDE I PREDRASUDE: Homoseksualce 'liječe' homo-homeopatijom i molitvom" Gordan Duhaček za "tpotal", 7.6.2011.

- "Homoseksualnost - bolest, problem ili što?" dr. S. Z. Penić kod "dalje.com", 14.10.2008.  Arhivirana inačica izvorne stranice od 3. prosinca 2013. (Wayback Machine)
- "Reparativna terapija i pomoć pri promjeni seksualne orijentacije", Dominic Davies, 2012., prijevod na hrvatski M. Nekić. Pristupljeno 4.11.2013.  Arhivirana inačica izvorne stranice od 3. prosinca 2013. (Wayback Machine)
- "Činjenice, a ne laskanje, o istospolnoj orijentaciji", Dean Byrd, dr. sc. i dr., 2007.  Arhivirana inačica izvorne stranice od 29. srpnja 2013. (Wayback Machine)
- "Sve o homoseksualnosti", prezentacija prijevoda knjiga američkog psihoterapeuta Richarda Cohena o tretmanu neželjenih istospolnih seksualnih sklonosti, "Glas Koncila" 11.6.2013.  Arhivirana inačica izvorne stranice od 28. rujna 2013. (Wayback Machine)
- [neaktivna poveznica]